# Puente de Guadalupe, Veracruz
Puente de Guadalupe är en ort i Mexiko.   Den ligger i kommunen Acultzingo och delstaten Veracruz, i den sydöstra delen av landet, 210 km öster om huvudstaden Mexico City. Puente de Guadalupe ligger 1 445 meter över havet och antalet invånare är 859.
Terrängen runt Puente de Guadalupe är kuperad åt nordost, men åt sydväst är den bergig. Puente de Guadalupe ligger nere i en dal. Runt Puente de Guadalupe är det ganska tätbefolkat, med 120 invånare per kvadratkilometer. Närmaste större samhälle är Orizaba, 19,9 km nordost om Puente de Guadalupe. I omgivningarna runt Puente de Guadalupe växer i huvudsak blandskog.